# Wołodymyr Riznyk
Wołodymyr Josypowycz Riznyk, ukr. Володимир Йосипович Різник, ros. Владимир Иосифович Ризнык, Władimir Iosifowicz Riznyk (ur. 15 lutego 1966 we Lwowie) – ukraiński piłkarz, grający na pozycji pomocnika.

## Kariera piłkarska

### Kariera klubowa
Wychowanek SDJuSzOR-4 we Lwowie oraz Internatu Sportowego we Lwowie. Pierwsze trenerzy - Stepan Nyrko i Swiatosław Kanycz, a w internacie - Wołodymyr Danyluk. Rozpoczął karierę piłkarską w amatorskiej drużynie Awtomobilist Lwów. Następnie odbywał służbę wojskową w SKA Karpaty Lwów, ale przez wysoką konkurencję występował tylko w drużynie rezerwowej. W 1987 zadebiutował w klubie Awanhardu Równe, który później zmienił nazwę na Weres Równe. 5 kwietnia 1992 zadebiutował w składzie Karpat Lwów w spotkaniu przeciwko Szachtara Donieck, Następnie bronił barw drugoligowego Hazowyka Komarno, skąd przeszedł do pierwszoligowego klubu FK Lwów. Ostatnie cztery lata kariery występował to w Karpatach Lwów, to w FK Lwów. W 2002 zakończył karierę piłkarską na poziomie profesjonalnym. Ale dalej kontynuował występy w klubach amatorskich (Rawa Rawa Ruska).

## Sukcesy i odznaczenia

### Sukcesy klubowe
- finalista Pucharu Ukrainy: 1993

### Odznaczenia
- tytuł Mistrz Sportu Ukrainy: 1993